# Steeple Morden
Steeple Morden est une paroisse civile et un village du Cambridgeshire, en Angleterre.